# Bongao
Bongao est une municipalité et la capitale de la province de Tawi-Tawi.
Sa superficie est de 366 km2 pour une population de  100 527 habitants au recensement de 2015.

## Geographie
La municipalité est située en mer de Célèbes, aux Philippines, et occupe les îles de Bongao (qui lui donne son nom) de Sanga-Sanga et l'extrémité sud-ouest de Tawi-Tawi. Les trois îles, proches l'une de l'autre, sont reliées par des ponts routiers.

## Barangay
Elle est subdivisée en 35 barangays.
- Ipil
- Kamagong
- Karungdong
- Lakit Lakit
- Lamion
- Lapid Lapid
- Lato Lato
- Luuk Pandan
- Luuk Tulay
- Malassa
- Mandulan
- Masantong
- Montay Montay
- Pababag
- Pagasinan
- Pahut
- Pakias
- Paniongan
- Pasiagan
- Bongao Poblacion
- Sanga-Sanga
- Silubog
- Simandagit
- Sumangat
- Tarawakan
- Tongsinah
- Tubig Basag
- Ungus-ungus
- Lagasan
- Nalil
- Pagatpat
- Pag-asa
- Tubig Tanah
- Tubig-Boh
- Tubig-Mampallam